# Brachystelma punctatum
Brachystelma punctatum är en oleanderväxtart som beskrevs av C. Boele. Brachystelma punctatum ingår i släktet Brachystelma och familjen oleanderväxter. Inga underarter finns listade i Catalogue of Life.